# Отем Філліпс
Отем Патрісія Філліпс (англ. Autumn Patricia Phillips; до шлюбу Келлі, нар. 3 травня 1978, Монреаль, Квебек, Канада) — член британської королівської родини, дружина Пітера Філліпса, сина принцеси Анни та Марка Філліпса, онука королеви Єлизавети II та Філіпа, герцога Єдинбурзького.

## Біографія
Народилася у Монреалі, Канада. Її батько Браян Келлі працював менеджером в електроенергетичній компанії, а мати Кетлін «Кітті» МакКарті — перукаркою. В Отем є два брати — Крістофер (старший) та Кевін, її близнюк. Батьки Келлі розлучилися, коли їй було 8 років. Згодом її мати одружилася з авіапілотом Роном Магасом. У її батька є ще двоє дітей від другого шлюбу — Джессіка і Патрік.
2002 року Келлі закінчила престижний Університет МакГілла в Монреалі і здобула ступінь бакалавра із східно-азійського мистецтва. Навчаючись в університеті підпрацьовувала барменкою та моделлю. Також знімалася в епізодичних ролях у кіно.
В 2003 році працювала консультанткою компанії Williams F1, де на той час працював Пітер Філліпс. Пізніше переїхала з ним до Лондона.
Про заручини стало відомо 28 липня 2007 року. 17 травня 2008 вони одружилися. Перед весіллям Отем прийняла віру чоловіка. Якщо б вона залишилась католичкою після весілля, то її чоловік втратив би право на британський престол згідно з постановою королівського двору від 1701 року.
Першу дитину Саванну народила 29 грудня 2010 року в королівському госпіталі Глостерширу. В жовтні 2011 подружжя повідомило, що чекає на появу другої дитини. 29 березня 2012 року Отем народила доньку Айлу.
Отем і Пітер розійшлися в 2019 році
. Їхнє розлучення було остаточно вирішено 14 червня 2021 року, після чого Отем почала стосунки з Доналом Малріаном, засновником британської девелоперської та будівельної компанії Rockwell.
Станом на червень 2022 року Отем жила в Сайренсестері, поруч зі своїм колишнім чоловіком і доньками.